# Teoria del control de porta
La teoria del control de porta o teoria de la comporta (gate control theory) afirma que els estímuls no dolorosos tanquen les "portes" a l'estímul dolorós, evitant que la sensació dolorosa arribi al sistema nerviós central. Per tant, l'estimulació no nociva és capaç de suprimir el dolor.
Va ser proposada per primera vegada en 1965 per Ronald Melzack i Patrick Wall, oferint una explicació fisiològica per als efectes prèviament observats de la fisiologia de la percepció del dolor. Combinant conceptes anteriors derivats de la teoria de l'especificitat i de la teoria del patró perifèric, la teoria de la comporta es considera una de les teories del dolor més influents perquè ha proporcionat un fonament que reconcilia les teories del patró i de l'especificitat, revolucionant de forma definitiva la investigació del dolor.
Encara que hi ha algunes observacions importants que la teoria de la comporta no pot explicar adequadament, roman sent l'única teoria del dolor que explica amb més precisió els aspectes físics i fisiològics de la percepció dolorosa.
Willem Noordenbos (1910-1990), investigador holandès de la Universitat d'Amsterdam, va ser el primer en proposar un model d'interacció entre fibres petites (no miel·linitzades) i amples (miel·linitzades) el 1959. Les fibres ràpides (miel·linitzades) bloquegen les fibres lentes (no miel·linitzades).

## Mecanismes proposats

L'acció de la interneurona disminueix la possibilitat d'acció de la neurona de projecció. L'acció de les fibres C inhibeix la interneurona inhibidora (indirectament), augmentant les possibilitats de tret de la neurona de projecció. La inhibició es representa en blau, i l'excitació en groc. Els raigs signifiquen una activació neuronal augmentada, mentre que els rajos creuats mostren una activació afeblida o reduïda.

Ronald Melzack i Patrick Wall van introduir la seva teoria del "gate control " en l'article de Science de 1965: "Pain Mechanisms: A New Theory". Els autors van proposar que tant les fibres nervioses fines (dolor) com de gran diàmetre (tacte, pressió, vibració) porten informació del lloc de la lesió a dues destinacions al asta dorsal de la medul·la espinal : les cèl·lules transmissores que porten el senyal de dolor al cervell, i les interneurones inhibitòries que impedeixen l'activitat de la cèl·lula transmissora. L'activitat en els dos tipus de fibres excita les cèl·lules transmissores. L'activitat de les fibres fines bloqueja a les cèl·lules inhibitòries (tendint a permetre que actuï la cèl·lula transmissora) i les fibres de gran diàmetre exciten les cèl·lules inhibidores (tendint a inhibir l'activitat de la cèl·lula transmissora). Pel que, com més activitat de les fibres de gran diàmetre (tacte, pressió, vibració) hagi en relació amb l'activitat de les fibres fines en la cèl·lula inhibidora, menys dolor se sentirà. Els autors van dibuixar un "diagrama del circuit" neural per explicar per què fregar un cop.No només van mostrar al senyal viatjant del lloc de lesió a les cèl·lules inhibidores i transmissores i de la medul·la espinal al cervell, sinó també al senyal viatjant des del lloc de lesió directament fins al cervell (eludint les cèl·lules inhibidores i transmissores), on, depenent de l'estat del cervell, pot retornar de nou el senyal a la medul·la espinal per modular l'activitat de la cèl·lula inhibidora (i, per tant, la intensitat del dolor). La teoria ofereix una explicació fisiològica per a un efecte prèviament observat en la psicologia de la percepció del dolor.

L'acció de les fibres Aß activa la interneurona inhibitòria, reduint les possibilitats de tret de la neurona de projecció, fins i tot amb l'actuació d'una fibra nociceptiva.

La teoria de la comporta afirma que l'activació dels nervis que no transmeten senyals doloroses, anomenades fibres no-nociceptives, poden interferir amb els senyals de fibres doloroses, per tant, inhibint el dolor. Els nervis nociceptors aferents, aquells que porten el senyal dolorosa al cervell, comprenen dos tipus de fibres: una fibra "Aδ" miel·linizada, relativament ampla i ràpida que porta missatges ràpids de dolor intens, unes fibres "C" lentes, no miel·linitzades i petites que porten el dolor crònic i palpitant durador. Les fibres Aß de gran diàmetre són no nociceptives (no transmeten estímuls dolorosos) i inhibeixen els efectes de les fibres Aδ i C
El sistema nerviós perifèric té centres en què es pot regular l'estímul dolorós. Algunes zones de l'asta dorsal de l'espina dorsal que estan implicades en la recepció de l'estímul dolorós de fibres Aδ i C, anomenades làmines, també reben estímuls de les fibres Aß. Les fibres no nociceptives inhibeixen indirectament els efectes de les fibres doloroses, "tancant la porta" a la transmissió del seu estímul. En altres parts de la làmina, les fibres doloroses també inhibeixen els efectes de les fibres no nociceptives, "obrint la porta". Aquesta inhibició presinàptica dels terminals dels nervis dorsals pot ocórrer a través de tipus específics de receptors GABAA (no a través del receptor α1 GABAA i no a través de l'activació de receptors de glicina absents en aquest tipus de terminals). Pel que alguns tipus de receptors GABAA, però no els receptors de glicina, poden regular presinápticament la nocicepció i la transmissió del dolor.
Pot existir una connexió inhibitòria entre les fibres Aß i C, que poden formar una sinapsi en la mateixa neurona de projecció. Les mateixes neurones també poden formar sinapsis amb una interneurona inhibidora que també connecta amb una neurona de projecció, reduint la probabilitat que l'última actuï i transmeti el senyal nociceptiu al cervell (imatge a la dreta). La interneurona inhibitòria actua espontàniament. La sinapsis de les fibres C inhibirien a la interneurona inhibitòria, augmentant indirectament la probabilitat d'acció de la neurona de projecció. La fibra Aß, d'altra banda, formes una connexió excitatòria amb la interneurona inhibidora, reduint la probabilitat d'actuar de la neurona de projecció (com la fibra C, la fibra Aß també té una connexió excitatòria amb la pròpia neurona de projecció). Pel que, depenent dels nivells relatius de tret de les fibres C i Aß, el tret de les fibres no nociceptives pot inhibir l'acció de les neurones de projecció i la transmissió de l'estímul dolorós.
Per tant, la teoria de la comporta explica com l'estímul que activa només nervis no nociceptius pot inhibir el dolor. El dolor sembla calmar-se quan l'àrea és acariciada per l'activació de fibres no nociceptives que poden inhibir l'acció de les nociceptives sobre la làmina. En el cas de l'electroestimulació percutània (TENS), les fibres no nociceptives són estimulades selectivament amb uns elèctrodes per produir aquest efecte i disminuir el dolor.
Una zona del cervell implicada en la reducció de la sensació dolorosa és la que substància grisa que envolta el tercer ventricle i la substància grisa periaqüeductal. L'estimulació d'aquesta zona produeix analgèsia (però no entumiment total) en activar les vies descendents que inhibeixen directament i indirectament els nociceptors a la làmina de la medul·la espinal. Les vies descendents també activen parts que contenen receptors opioides de la medul·la espinal.
Les vies aferents interfereixen amb les altres de manera constructiva, perquè el cervell pugui controlar el nivell de dolor percebut, basat en quin estímul dolorós cal ignorar per aconseguir guanys potencials. El cervell determina quin estímul és beneficiós ignorar amb el temps. Pel que el cervell controla la percepció del dolor gairebé directament, i pot ser "entrenat" per desactivar formes de dolor que no són "útils". Aquesta idea va dur a Melzack a afirmar que el dolor està en el cervell.
Quan va ser proposada per primera vegada el 1965, la teoria es va haver d'enfronta amb un escepticisme considerable. Però malgrat haver sofert diverses modificacions, els seus conceptes bàsics segueixen vigents avui dia.

## Llegat
El 1968, tres anys després de la introducció de la teoria de la comporta, Ronald Melzack va concloure que el dolor és un complex multidimensional amb nombrosos components sensitius, afectius, cognitius i avaluatius. La descripció de Melzack ha estat adaptada per l'Associació Internacional per a l'Estudi del Dolor en una definició contemporània del dolor. Tot i els defectes en la presentació de l'arquitectura neural, la teoria de la comporta és actualment l'única teoria que reflecteix amb més precisió els aspectes físics i psicològics del dolor.
La teoria de la comporta va acabar un debat centenari sobre si el dolor rau en elements neurals específics (teoria de l'especificitat) o en l'activitat amb un patró (teoria del patró perifèric) en un subsistema somatosensorial convergent. Tot i que actualment es considera que està massa simplificada i té defectes en la presentació de l'arquitectura neural, la teoria de la comporta ha estimulat molts estudis en la investigació del dolor i ha fet avançar significativament la nostra comprensió del dolor. En el present, es considera generalment que la investigació moderna del dolor va començar amb la publicació de la teoria de la comporta.